# Аль-Зерейки, Халид
Халид Абдулрауф аль-Зерейки (араб. خالد عبد الرؤوف الزريقي‎; род. 14 ноября 1990, Доха), или просто Халид Абдулрауф — катарский футболист, полузащитник клуба «Катар СК». Выступал за национальную сборную Катара.

## Клубная карьера
Является воспитанником «Аль-Садда», где и начинал свою профессиональную карьеру. 30 января 2010 года забил свой первый мяч за столичный клуб, дважды отличившись в игре с «Эш-Шамалем», тем самым поспособствовав разгромной победе над соперником со счётом 5:1. С 2010 по 2012 год выступал на правах аренды за «Аль-Хор», в составе которого принял участие в 17 матчах и забил 2 мяча.
Летом 2012 года в возрасте 22 лет перебрался в «Аль-Джаиш» из Эр-Райяна, в котором выступал на протяжении пяти сезонов. Дебютировал в составе армейского клуба 21 октября 2012 года в гостевой игре с «Аль-Гарафой». Аль-Зерейки появился на поле на 55-й минуте вместо Абдуллы Мустафы. За время пребывания в клубе, Халид Абдулрауф четыре раза выигрывал медали чемпионата Катара: по два раза серебряные и бронзовые. В общей сложности на счету полузащитника 86 матчей во всех турнирах и три забитых мяча.
В июле 2017 года аль-Зерейки пополнил ряды «Аль-Гарафы». В её составе первую игру провёл 21 сентября против «Умм-Салаля», завершившейся нулевой ничьей. По итогам следующего сезона вместе с командой стал обладателем кубка Старс-лиги, но в финальном матче с «Аль-Духаилем», выигранном со счётом 1:0, участия не принимал.
30 июля 2019 года стал игроком клуба «Катар СК». В составе жёлто-чёрных дебютировал 21 августа в первому туре нового чемпионата против «Аль-Духаиля». Аль-Зерейки вышел в стартовом составе и на 82-й минуте был заменён.

## Карьера в сборной
Выступал за национальную сборную Катара. В её составе дебютировал 17 марта 2017 года в товарищеском матче со сборной Таиланда, выйдя на поле после перерыва. В отборочных матчах к Кубку Азии принял участие в игре с Бахрейном. Сборная Катара успешно прошла отбор на континентальное первенство, заняв в группе второе место. Халид Аблулрауф был в составе сборной на кубке, но все три матча турнира провёл на скамейке запасных.

## Достижения
Аль-Джаиш
- Серебряный призёр чемпионата Катара: 2013/14, 2015/16
- Бронзовый призёр чемпионата Катара: 2012/13, 2014/15

## Статистика выступлений

### Статистика в сборной
| Матчи и голы Халида Абдулрауфа за национальную сборную Катара | Матчи и голы Халида Абдулрауфа за национальную сборную Катара | Матчи и голы Халида Абдулрауфа за национальную сборную Катара | Матчи и голы Халида Абдулрауфа за национальную сборную Катара | Матчи и голы Халида Абдулрауфа за национальную сборную Катара | Матчи и голы Халида Абдулрауфа за национальную сборную Катара |
| №                                                             | Дата                                                          | Оппонент                                                      | Счёт                                                          | Голы                                                          | Соревнование                                                  |
| ------------------------------------------------------------- | ------------------------------------------------------------- | ------------------------------------------------------------- | ------------------------------------------------------------- | ------------------------------------------------------------- | ------------------------------------------------------------- |
| 1                                                             | 17 марта 2013                                                 | Таиланд                                                       | 1:0                                                           | 0                                                             | Товарищеский матч                                             |
| 2                                                             | 5 сентября 2013                                               | Маврикий                                                      | 3:0                                                           | 0                                                             | Товарищеский матч                                             |
| 3                                                             | 9 сентября 2013                                               | Ливан                                                         | 1:1                                                           | 0                                                             | Товарищеский матч                                             |
| 4                                                             | 5 марта 2014                                                  | Бахрейн                                                       | 0:0                                                           | 0                                                             | Отборочные матчи Кубка Азии 2015                              |
| 5                                                             | 30 мая 2014                                                   | Македония                                                     | 0:0                                                           | 0                                                             | Товарищеский матч                                             |
| 6                                                             | 14 июля 2014                                                  | Индонезия                                                     | 2:2                                                           | 0                                                             | Товарищеский матч                                             |
| 7                                                             | 6 октября 2014                                                | Узбекистан                                                    | 3:0                                                           | 0                                                             | Товарищеский матч                                             |
| 8                                                             | 14 октября 2014                                               | Австралия                                                     | 1:0                                                           | 0                                                             | Товарищеский матч                                             |
| 9                                                             | 31 декабря 2014                                               | Оман                                                          | 2:2                                                           | 0                                                             | Товарищеский матч                                             |

Итого: 9 матчей и 0 голов; 4 победы, 5 ничьих, 0 поражений.